# الشواورة
الشواورة  هي قرية فلسطينية تقع جنوب شرق مدينة بيت لحم على بعد 5.7، ويبلغ ارتفاعها 557 متر عن سطح البحر.وهي من القرى التي وقعت تحت الاحتلال الإسرائيلي عام 1967 ولكنها تتبع السلطة الوطنية الفلسطينية الآن ولها مجلس قروي خاص بها يتبع ادارياً لمحافظة بيت لحم .

## سبب التسمية
سميت قرية الشواورة بهذا الاسم نسبة إلى جّد أهالي القرية، حيث كان اسمه شاور. تضم قرية الشواورة ثلاثة تجمعات وهي: الحدادية، فخت الجول، الخشنة.

## تاريخها
منذ حرب الأيام الستة عام 1967، أصبحت الشواورة تحت الاحتلال الإسرائيلي. بعد اتفاقيات عام 1995، تم تعريف 52.2% من أراضي الشواورة كأراضي المنطقة أ، و6% كمنطقة ب ، و14.6% كمنطقة ج، في حين تم تعريف النسبة المتبقية 27.2% كمحميات طبيعية. وفقًا للجهاز المركزي للإحصاء الفلسطيني ، بلغ عدد سكان البلدة أكثر من 4161 نسمة في عام 2017. يتم الحصول على الرعاية الصحية الأولية في زعترة ، حيث تصنف وزارة الصحة مرافق الرعاية الصحية على أنها المستوى 3.

## المساحة
تبلغ مساحة القرية حوالي 15.644 دونم، منها 15.163 دونم أراضي قابلة للزراعة، 153 دونما أراضي سكنية.

## التركيبة السكانية
حسب برنامج الإحصاء الفلسطيني لعام 2007، عدد سكان القرية بلغ 3791 نسمة، منهم 1945 نسمة من الذكور، 1846 نسمة من الإناث، ويبلغ عدد الأسر 704 أسرة، وعدد الوحدات السكنية 784. وحسب برنامج الإحصاء الفلسطيني لعام 2021 بلغ عدد سكان القرية 4,494.

## المجلس القروي
تأسس المجلس القروي في القرية عام 1996، يتكون المجلس من تسع أعضاء تم تعيينهم عن طريق السلطة الوطنية الفلسطينية. من مسؤوليات المجلس، توفير خدمات البنية التحتية، حماية المواقع الأثرية والتاريخية، جمع النفايات وتنفيذ مشاريع.

## التعليم
في عام 2007، بلغت نسبة الأمية بين سكان القرية حوالي 9.7%، حيث شكلت نسبة الإناث 67% من هذه النسبة. اما بالنسبة للمستويات التعليمية فقد كان 15.4% من السكان قادرين على القراءة والكتابة، بينما أكمل 24.4 التعليم الابتدائي، 30.3% أنهوا المرحلة الإعدادية. كما بلغت نسبة الحاصلين على شهادةة الثانوية العامة 19.7% في حين حصل 10.2% على شهادات التعليم العالي.

## الأماكن الدينية
- مسجد عمر بن الخطاب
- مسجد أم القرى
- مسجد سلمان الفارسي
- مسجد الشهداء
- مسجد ابو بكر الصديق

## التاريخ

### العصر الحديث
منذ حرب الأيام الستة عام 1967، أصبحت القرية تحت الاحتلال الإسرائيلي . تم تصنيف، 52.2% من أراضي الشواورة كأراضي المنطقة أ ، و6% كمنطقة ب ، و14.6% كمنطقة ج ، في حين تم تعريف النسبة المتبقية 27.2% كمحميات طبيعية.
وفقًا للجهاز المركزي للإحصاء الفلسطيني ، بلغ عدد سكان البلدة أكثر من 4161 نسمة في عام 2017. يتم الحصول على الرعاية الصحية الأولية في زعترة ، حيث تصنف وزارة الصحة مرافق الرعاية الصحية على أنها المستوى 3 